# Козанітіс
Козані́тіс — грецький технічний сорт винограду пізнього періоду дозрівання. Культивується на островах Керкіра і Закінф.

## Опис
Квітка двостатева. Листя велике, клиноподібне, дуже витягнуте в довжину, глибокорозсічене, п'ятилопатеве, злегка пузирчасте, знизу має опушення. Виїмка черешка відкрита, стрілчаста. Кетяги великі, циліндричні, щільні. Ягоди середні, округлі, білувато-жовті, зі слабким восковим нальотом. Шкірка щільна. М'якоть м'ясиста зі слабким ароматом. Виноград використовується для приготування білих малоспиртуозних вин.